# Юрівська сільська рада (Макарівський район)
| Юрівська сільська рада — орган місцевого самоврядування у Макарівському районі Київської області з адміністративним центром у с. Юрів. Історична дата утворення: в 1929 році. Водоймища на території, підпорядкованій даній раді: річка Здвиж. Сільській раді підпорядковані населені пункти: - с. Юрів - с. Завалівка - с. Копіївка |

## Склад ради
Рада складається з 14 депутатів та голови.

### Керівний склад ради
| ПІБ                         | Основні відомості                                                                       | Дата обрання | Дата звільнення |
| --------------------------- | --------------------------------------------------------------------------------------- | ------------ | --------------- |
| Скибун Анатолій Андрійович  | Сільський голова, 1956 року народження, освіта, член Конгресу Українських Націоналістів | 26.03.2006   | 31.10.2010      |
| Шурда Валерій Костянтинович | Сільський голова, 1963 року народження, освіта середня спеціальна, член народної партії | 31.10.2010   |                 |

Примітка: таблиця складена за даними джерела